# Charles-Jean-François Chéron
Charles-Jean-François Chéron, aussi dénommé François Chéron, est un orfèvre, médailleur et peintre français, né à Lunéville le 29 mai 1635, et mort à Paris le 18 mars 1698.

## Biographie
Charles-Jean-François Chéron est le fils de Jean-Charles Chéron (actif vers 1630-1640), graveur et joaillier au service du duc de Lorraine, Charles IV. Il est le cousin de la peintre sur émail, graveuse, poétesse et traductrice Élisabeth Sophie Chéron (1648-1711), fille du peintre et graveur Henri Chéron (Meaux, vers 1644-Lyon, 1677), du peintre, illustrateur et graveur Louis Chéron (1660-1725), de Marie-Anne Chéron (1649-1718), miniaturiste, mariée en 1701 au peintre Nicolas Alexis Simon Belle (1674-1734).
Le jeune Chéron est envoyé à Rome où il rencontre le peintre Claude Lorrain qui le recommande au pape Innocent X, avant 1655. Dans le Zecca pontificia, il entre dans l'atelier de Gaspare Morone Mola (actif entre 1627 et 1669), graveur des coins pontificaux et médailleur ordinaire de papes depuis trente ans, et avec des Allemands se faisant appeler Cormano et Hamerani. Il exécute des médailles du Bernin, de Pierre de Cortone, des papes Clément IX et Clément X , de Christine de Suède, de Pierre Dupuis, de Nicolas Coypel, directeur de l'Académie de France à Rome entre 1672 et 1675. C'est lui qui le recommande à Louis XIV. En 1672, François Chéron a réalisé une médaille commémorant le Passage du Rhin. Il choisit pour représenter Louis XIV la statue équestre du roi réalisée par le Bernin. Cette médaille a été envoyée à Louis XIV pour lui montrer cette sculpture.
En 1675, il est appelé à Paris par Louis XIV et reçu à l'Académie royale de peinture et de sculpture le 3 août 1676. Sa pièce de réception à l'académie se composait de médailles de portrait de Charles Le Brun. Il participe à l'Histoire métallique, grave des médailles de Marie Anne de Bourbon, fille de Louis XIV et veuve de Louis de Conti, de la dauphine, du dauphin, de l'abbé de Rancé (1693), des jetons pour la Ville de Paris. En 1695, il grave le sceau de l'Académie royale de peinture et de sculpture avec le portrait de M. de Villacerf
François Chéron a travaillé à la réalisation de médailles à la Monnaie des Médailles pendant 12 ans, où il a produit des médailles sur une grande variété de sujets.
De 1696 à sa mort, il a eu pour apprenti Charles Pinon (actif de 1715 à 1770) qui a réalisé deux médailles de Nicolas de Launay.

## Famille
- Pierre Chéron, né et mort à Vic-sur-Seille, mort vers 1613 ;
  - Claude Chéron (né à Vic-sur-Seille, vers 1595-1663), marchand bourgeois de Vic-sur-Seille, marié en premières noces en 1613 avec Marie Vaultrin, en secondes noces à Barbe Babet (née vers 1605), veuve de Thirion Parserre ;
    - Catherine Chéron, née à Vic-sur-Seille en 1614, du premier lit;
    - Nicolas Chéron, né à Vic en 1615, du premier lit ;
    - Charles Chéron (Vic-sur-Seille, 1641-Vic-sur-Seille, 1685), greffier du bailliage de Vic, conseiller et notaire à Vic, marié à Metz, en 1671, avec Marguerite Françoise Poërson (Paris, 1645-Marsal, 1708), sœur de Charles-François Poërson, peintre du roi[3] ;
      - Charles-Louis Chéron (Vic-sur-Seille, 1676-Lunéville, 1745), peintre ordinaire du duc Léopold, marié en 1710 avec Jeanne-Catherine Leclerc (1683-Lunéville, 1761), légataire universel de son oncle, Charles-François Poërson ;
        - Charles-François Chéron, né à Lunéville en 1711, mort peu après ;
        - Élisabeth-Louise Chéron (Lunéville, 1712-1759), mariée en 1735 avec Charles François Brillon, garde du corps de François, grand-duc de Toscane ;
          - Charles Brillon (1736- ), curé à Foug ;

        - Antoine Chéron (Lunéville, 1713- ?) ;
        - Jeanne-Claude Chéron (Lunéville, 1715- ?) ;
        - Françoise-Charlotte Chéron (Lunéville, 1717-1775), célibataire ;
        - Marie-Françoise Chéron (Lunéville,1718-1723) ;
        - Charles-François Chéron (Lunéville, 1724-1797), avocat et peintre miniaturiste connu sous le nom de Chéron-Poërson ;
          - Charles-François-Joseph Chéron (1776-1845), fils naturel reconnu de Charles-François Chéron et d'Anne Bailly, marié le 5 thermidor an 10 avec Marie Jeanvoine ;

      - Jeanne Chéron (Vic-sur-Seille, 1677-Vic-sur-Seille, 1727) religieuse au couvent des Dames de la Congrégation, à Vic ;
      - Françoise-Marguerite Chéron (née en 1679), mariée à Joseph Leclerc ;
      - Marguerite Chéron (1682), morte jeune ;

  - Jean-Charles Chéron, né à Vic-sur-Seille, orfèvre du duc de Lorraine Charles IV, habite à Nancy et s'y marie en 1631 avec Anne Pilon ;
    - Charles-Jean-François Chéron (Lunéville, 1635-Paris, 1698) ;

  - Henri Chéron[4] (Meaux, vers 1625-Lyon, 1677), peintre et graveur, marié à Marie Le Fèvre (vers 1625-1698) ;
    - Élisabeth Sophie Chéron[5] (1648-1711), mariée en 1698 à Jacques Le Hay, ingénieur du roi ;
    - Anne ou Marie-Anne Chéron (1649-1718), peintre miniaturiste, abjure le protestantisme avec sa sœur Élisabeth-Sophie le 28 mars 1668, mariée en 1701 à Nicolas Alexis Simon Belle (1674-1734) ;
    - Marie Chéron[6], mariée au peintre Delacroix établi à Marseille ;
      - Anne Delacroix, veuve du sieur Belvin, garde de la bibliothèque du roi, légataire universelle d'Élisabeth Sophie Chéron ;
      - Ursule Delacroix ;
      - un fils peintre, élève de Vernet ;

    - Jeanne-Madeleine Chéron ;
    - Louis Chéron (1655-1725), peintre. Protestant, il a émigré en Angleterre en 1695 où il a travaillé aux châteaux de Boughton et de Chatsworth, et formé de jeunes peintres anglais. Il a peint deux des "mays" de la cathédrale Notre-Dame de Paris : "Saint Paul et le prophète Habacuc" 1687, "Le Festin d'Hérode" 1690 ;